# Nidec
Nidec Co., Ltd. (яп. ニデック株式会社 нидэкку кабусики-гайся, TYO: 6594) — японская компания производитель и дистрибьютор электромоторов и электродвигателей, со штаб-квартирой в районе Минами в городе Киото, префектура Киото, Япония. Продукция компании используется в жестких дисках, электроприборах, автомобилях, коммерческом и производственном оборудовании. Компания имеет самую большую долю мирового рынка крошечных шпиндельных двигателей, которые питают жесткие диски. Двумя товарными группами компании с наибольшим объемом продаж являются двигатели для жестких дисков и автомобильная продукция, на которые приходится 16 % и 22 % продаж соответственно. Основной продукцией Nidec являются электродвигатели, особенно прецизионные двигатели малого размера и двигатели среднего размера. Малые прецизионные двигатели используются в жестких дисках (HDD), а двигатели средних размеров устанавливаются в автомобилях и бытовых электроприборах. Процессорные кулеры, который поставляется с розничными процессороми компании Intel, также является OEM продуктом компании Nidec. По состоянию на 2017 год у компании 296 дочерних компаний, расположенных в Японии, Азии, Европе и Америке. Компания заняла 42-е место в списке Businessweek Infotech 100 за 2005 год. Также компания Nidec была включена в список самых инновационных компаний мира Forbes за 2014 год.

## История
- Апрель 1973 года — Основание компании в городе Киото. Начато производство прецизионных малогабаритных двигателей переменного тока.
- 1974 год — Основана бизнес-база в США.
- Апрель 1975 года — Запущено серийное производство бесколлекторных двигателей постоянного тока.
- Апрель 1976 года — Основана Nidec America Corporation, местная дочерняя компания в США.
- Сентябрь 1978 года — Начато производство прецизионных малогабаритных двигателей переменного тока для 8-дюймовых дисководов для дискет.
- Январь 1982 года — Начато производство прецизионных малых двигателей переменного тока для офисного оборудования автоматизации.
- Февраль 1984 года — Приобретение бизнеса по производству осевых вентиляторов у американской компании Torin Corporation и создание местной компании Nidec Torin Corporation в Америке. Начато производство шпиндельных двигателей для 3,5-дюймовых жестких дисков.
- Декабрь 1986 года — Начато производство недорогих пластиковых вентиляторов.
- Ноябрь 1988 года — Компания разместила свои акции во второй секции Осакской фондовой биржи и Киотской фондовой биржи.
- 1989 год
  - Март — Приобретение Shinano Tokki.
  - Март – Основание компании Nidec Singapore Pte. Ltd. в Сингапуре.
- Август 1990 года — Основание местной дочерней компании Nidec Electronics (Thailand) Co., Ltd.
- 1992 год
  - Январь — Приобретение подразделения Seagate Precision Composite Parts.
  - Апрель — Основание местной дочерней компании Nidec (Dalian) Co., Ltd. в КНР.
- 1993 год
  - Апрель — Основание местной дочерней компании Nidec Electronics GmbH в Германии.
  - Октябрь — Приобретение Masaka Electronics.
- Декабрь 1995 года — Основание местной дочерней компании Nidec Philippines Corp.
- Февраль 1996 года — Приобретение Daisan Industry.
- 1997 год
  - Май — Приобретение Kyori Industry.
  - Октябрь — Приобретение Nidec Power General.
  - Декабрь — Учреждена компания Nidec Tosok (Vietnam) Co., Ltd. посредством совместных инвестиций с Tosok Corp.
- 1998 год
  - Февраль — Учреждена местная компания PT Nidec Indonesia.
  - Сентябрь — Переведены в 1-ю секцию Осакской фондовой биржи и одновременно котируются в 1-й секции Токийской фондовой биржи.
  - Октябрь — Nidec, Shibaura Seisakusho и Toshiba создали совместное предприятие под названием Shibaura Densan (позже Nidec Shibaura).
- 1999 год
  - Март — создание компании Nidec General Service (в настоящее время Nidek Global Service[яп.]).
  - Май — Приобретение Kyowa Hi-Tech.
  - Октябрь — Приобретение Nemicon[яп.].
  - Декабрь — Учреждена местная компания Nidec Korea Corp.
- 2000 год
  - Март — Приобретение Y-E Drive (позже Nidec Power Motor).
  - Октябрь — Приобретение Rangsit Motor Division у Seagate.
- 2001 год
  - Апрель — изменено название компании с Shibaura Densan на Nidec Shibaura.
  - Сентябрь — Листинг на Нью-Йоркской фондовой бирже.
- Март 2003 года — Завершение строительства штаб-квартиры компании и центральной научно-исследовательская лаборатории в районе Минами в городе Киото, префектура Киото, Япония.
- 2006 год
  - Октябрь — Приобретение автобизнеса у компании Valeo (Франция).
  - Ноябрь — Приобретение Brilliant Manufacturing (Сингапур) (в настоящее время Nidec Component Technology) и Fujisoku.
  - Декабрь — Учреждена компания Nidec Motors & Actuators путем приобретения бизнеса французской компании Valeo SA по производству двигателей и приводов.
- Июнь 2008 года — введена система исполнительных директоров.
- Сентябрь 2009 года — Основание Nidec Techno Motor Holdings (позже Nidec Techno Motor) с Nidec Shibaura и Nidec Power Motor под его эгидой.
- 2010 год
  - Январь — Nidec Techno Motor Holdings Corporation приобрела бизнес по производству двигателей для бытовой техники у Appliances Components, итальянского производителя бытовой техники и учредила Nidec Sole Motor (стала дочерней компанией Nidec Motor Holdings в апреле 2011 года). Основание Nidec India Private Limited в качестве дочерней компании по продажам в Индии.
  - Февраль — Приобретение SC WADO Co., Ltd (Таиланд).
  - Сентябрь — Учреждение компании Nidec Motor Co., Ltd. путем приобретения автомобильного бизнеса у Emerson Electric (США). Основана холдинговая компания Nidec Motor Holdings.
  - Октябрь — Nidec Servo стала дочерней компанией, находящейся в полной собственности.
- 2011 год
  - Март — Nidec Techno Motor Holdings объединилась с Nidec Power Motor.
  - Апрель — слияние Nidec Techno Motor Holdings с Nidec Shibaura.
  - Июль — приобретение Sanyo Precision (сейчас Nidec Seimitsu[яп.]).
- 2012 год
  - Март — Создание SC Wado Component (Cambodia) Co., Ltd. в качестве первой операционной базы в Камбодже.
  - Апрель — Nidec Techno Motor Holdings изменила свое торговое название на Nidec Techno Motor.
  - Май — Приобретение Ansaldo Sistemi Industriali SpA (Италия) (теперь Nidec ASI[англ.]).[8][9]
  - Сентябрь — Основана корпорация Nidec US Holdings. Компания приобрела Avtron Industrial Automation, Inc. (США) (ныне Nidec Avtron Automation).
  - Октябрь — Nidec Sankyo становится дочерней компанией, находящейся в полной собственности.
  - Ноябрь — Приобретение SCD Co., Ltd. (Корея). Nidec US Holdings Corporation приобрела Kinetek Group Inc. (США) (теперь Nidec Kinetek).
  - Декабрь — Приобретение Jiangsu Kaiyu Automotive Electric Co., Ltd. (Китай).
- 2014 год
  - Март — Приобретение Honda Elesys (сейчас Nidek Elesys).
  - Октябрь — Nidec Copal Electronics и Nidec Read становятся дочерними компаниями, находящимися в полной собственности.
- 2015 год
  - Февраль — Приобретение Geräte und Pumpenbau GmbH Dr. Eugen Schmidt (Германия).
  - Май — Приобретение Motortecnica s.r.l. (Италия).
  - Июль — Приобретение бизнеса по производству двигателей и приводов SR у компании China Tex Mechanical & Electrical Engineering (Китай).
  - Август — Приобретение компаний Arisa, SA (Испания) и KB Electronics, Inc. (США).
  - Сентябрь — Приобретение E.M.G. Elettromeccanica S.r.l. (Италия) и PT. NAGATA OPTO INDONESIA (Индонезия).
- 2016 год
  - Май — Приобретение E.C.E. S.r.l. (Италия) и ANA IMEP S.A. (Румыния). Исключение из листинга Нью-Йоркской фондовой биржи .
  - Декабрь — Приобретение Canton Elevator (США).
- 2017 год
  - Январь — Приобретение Leroy-Somer (Франция) компании по производству приводов и генераторов у Emerson Electric (США), компания стала называться Nidec Leroy-Somer Holding.[10][11]
  - Март — Приобретение Vamco International Inc. (США).
  - Июль — Приобретение LGB Elettro Pompe (Италия). Приобретение Secop GmbH[англ.], немецкого производителя герметичных компрессоров у Aurelius Equity Group.[12]
- Апрель 2018 года — Nidec заключила соглашение с Whirlpool (США) о приобретении дочерней компании по производству холодильных компрессоров Embraco (Бразилия).[13]
- 2019 год
  - Февраль — Приобретение Zisteme Steuerungen GmbH, производителя периферийного оборудования для прессов в Германии.
  - Октябрь — Приобретение Omron Automotive Electronics и изменение названия компании на Nidec Mobility.
- Август 2021 года — была приобретена компания Mitsubishi Heavy Industries Machine Tool (бывший завод Mitsubishi Heavy Industries Ritto), и название компании было изменено на Nidec Machine Tool.
- Февраль 2022 года — Приобретение OKK (в настоящее время Nidek OKK[яп.]).